# Tomor
Tomor là một thị trấn thuộc hạt Borsod-Abaúj-Zemplén, Hungary. Thị trấn này có diện tích 12,89 km², dân số năm 2010 là 220 người, mật độ 17 người/km².